# Саадат Хасан Манто
Саадат Хасан Манто (урду ‏‏سعادت حسن منٹو‎, англ. Saadat Hasan Manto; 11 травня 1912 — 18 січня 1955) — індо-пакистанський прозаїк, журналіст, драматург, сценарист, перекладач і художник, за національністю кашмірець. Автор однієї повісті, двадцяти двох збірок оповідань, п'яти збірок радіоп'єс, трьох збірок есе, ряду статей і кіносценаріїв і двох альбомів ескізів. Відомими розповідями письменника є «Новий закон», «Крик», «Образа», «Стосвічкова лампочка», «Мозель», «На узбіччі», «Запах», «Відкрий», «Холодне м'ясо» і «Тобатек Сінгх». Писав на мові урду. Шість разів звинувачувався в непристойності, тричі в Британської Індії і тричі в незалежному Пакистані, і кожен раз був виправданий. Удостоєний найвищої державної нагороди Пакистану, ордену Нішан-е-Імтіаз.

## Біографія

### Ранні роки
Саадат Хасан Манто народився в містечку Самбрала поблизу міста Амрітсар 11 травня 1912 року. Походив з родини юристів, чиї предки були кашмірськими пандитами, які прийняли іслам. Дитинство і юність майбутнього письменника пройшли в Амрітсарі. Навчався в місцевій початковій і середній школі, потім в мусульманській середній школі для представників вищого суспільства. Він був молодшою дитиною в родині Гуляма Хасана Манто і його другої дружини Сардар Бегум. Наслідуючи сімейну традицію, слідом за старшими братами, повинен був обрати кар'єру адвоката, але в ньому рано проявився літературний хист.
У 1931 році вступив на гуманітарний факультет Хінду сабха коледжу в Амрітсарі. Через слабке знання урду (мовою, якою розмовляли в його родині, був панджабі) вступні іспити склав лише з третього разу. Засвоїти мову урду у нього вийшло не відразу. Навіть ставши одним з визнаних письменників на урду, волів спілкуватися рідною панджабі. Також володів англійською мовою і хінді. Під час навчання в коледжі познайомився з журналістом і письменником-публіцистом  Абдулом Барі Аліго, які приїхали в Амрітсар в березні 1933 року на запрошення видавця місцевої лівої газети «Мусават» («Рівність»). Абдул Барі Аліго його спонукав до самостійної літературної діяльності, порадивши зайнятися художніми перекладами.

### У коледжі й університеті
У 1933 році в Лахорі була видана перекладена ним повість Віктора Гюго « Останній день засудженого до смертної кари». Пізніше, спільно з Хасаном Аббасом, перевів драму  Оскара Уайльда «Віра або нігілісти», яка була опублікована в Лайаллпурі в 1934 році. Дізнавшись про те, що він цікавиться кіно, Абдул Барі Аліго запропонував йому вести колонку новин про світ кіно в газеті «Мусават». Саадат Хасан Манто також співпрацював з газетою «Ехсан» («Благодіяння») в Амрітсарі і продовжував займатися перекладами. Перше оповідання письменника — «Тамаша» («Видовище») було надруковане в 1934 році в газеті «Халк» («Народ»). Він опублікував його під псевдонімом, оскільки побоювався переслідування з боку влади через те, що твір було присвячено розстрілу в Амрітсарі і носило антиколоніальний характер.
Два роки поспіль не міг скласти іспити за перший курс, за що був відрахований з коледжу. У лютому 1934 року подав документи в Алігархський мусульманський університет, до якого вступив в липні того ж року, але провчився лише дев'ять місяців. Під час навчання в університеті вступив у Всеіндійська асоціацію прогресивних письменників, де познайомився з письменником Алі Сардар Джафром. У березні 1935 року в журналі «Алігарх мегезин» («Алігархський журнал») був опублікований його друга розповідь «Інкілабпасанд» («Революціонер»). У Саадата Хасана Манто був виявлений туберкульоз (пізніше, поставлений діагноз виявився помилковим). Йому довелося покинути університет і виїхати в санаторій в Кашмір, звідки через три місяці він повернувся в Амрітсар. Незабаром виїхав до Лахору, де влаштувався на роботу в видання «Парас» («Філософський камінь»). У 1936 році опублікував свою першу збірку оповідань на урду «Атішпаре» («Іскри»), присвятивши її пам'яті недавно померлого батька.

### Перший період в Бомбеї (1936—1941)
У 1936 році переїхав у Бомбей, де був прийнятий на місце редактора тижневика про кіно «Мусаввір» («Художник»). В цей же час він почав писати на хінді п'єси для радіо і сценарії для кінокомпаній. Співпрацював з студіями в Боллівуді до початку 1948 року, з перервою в 1941—1942 роках, коли переїхав і жив в Делі. Написав сценарії до фільмів «Бегум», «Вісім днів» (зіграв одну з головних ролей), «Біжи, юначе», «Бруд», «Мірза Галіб» і багатьом іншим. Спостереження за життям місцевої богеми лягли в основу творів письменника про світ кіно.
У травні 1938 року він був заручений з дівчиною з родини мусульман-кашмірців по імені Сафіє. 26 квітня 1939 року відбулася церемонія одруження. Незважаючи на різні пріоритети (для неї головним був достаток в сім'ї, для нього література), Саадат Хасан Манто любив дружину і вважав, що шлюб його вдався. У 1940 році був виданий другий збірник його розповідей «Розповіді Манто». У тому ж році в червні померла мати письменника, що помітно підірвало його здоров'я, а в серпні, без пояснення причин, він був звільнений з «Мусаввір» і влаштувався в тижневик «Карван» («Караван»). Але нова робота не змогла поправити погіршене матеріальне становище сім'ї.

### Робота на Всеіндійському радіо
Отримавши позитивну відповідь від головного редактора Всеіндійського радіо Крішан Чандара, в січні 1941 року Саадат Хасан Манто разом з сім'єю переїхав до Делі. Колегами письменника на новій роботі були Ахтар Хусейн Райпура, Упендранатх Ашк, Нур Мохаммад Рашід, Абу Саїд Курейші, Хасан Аббас, Чіраг Хасан Хасрат, Раджендра Сінгх Беді і Ахмад Надім Касмі. За час перебування в Делі ним були видані чотири збірки п'єс для радіо, збірка оповідань «Дхуан» («Пара») або під іншою назвою «Калі шалвар» («Чорні шаровари»), двічі в 1941 році, збірка статей, написаний сценарій фільму «Банджара» (разом з Крішаном Чандаром). В цей же час була заборонена його п'єса для радіо «Джарналіст» («Журналіст»), сатира на власників періодичних видань.
П'єси письменника редагував сам Кришан Чандар, але незабаром він був переведений на нову радіостанцію в Лакхнау, а відносини з новим головним редактором у Саадата Хасана Манто не склалися і йому довелося звільнитися з роботи. У квітні 1941 року помер маленький син письменника. Здоров'я його знову помітно погіршилося, почалася депресія. Він отримав запрошення повернутися на роботу в тижневик «Мусаввір» і в липні 1942 року знову переїхав в Бомбей.

### Другий період в Бомбеї (1942—1948)
По поверненню в Бомбей, поряд з редакторською і сценарною діяльністю, продовжив видавати твори в періодиці і окремими збірками — в 1943 році ним були перевидані збірники «Розповіді Манто» і «Пара» та видано збірник «Афсане аор драме» («Розповіді і драми»), в 1946 році був виданий збірник п'єс для радіо «Карват» («Поворот»), в 1947 році — збірка оповідань і статей «Лаззат-е санг» («Задоволення від удару каменем»). У Бомбеї були написані оповідання, що увійшли до збірки «Чугд» («Дурень»), критико-біографічний нарис «Ісмат Чугтаї», опубліковані в 1948 році вже після вимушеного переїзду письменника в Лахор.
В цей час він тісно спілкувався з працівниками кіноіндустрії: кінорежисером Шахідом Латіфом і його дружиною письменницею Ісмат Чугтаї, письменником і сценаристом Крішаном Чандаром, акторами Ашок Кумаром і Діліп Кумаром, актрисами Наргіс і Насим. У коло його спілкування входили вельми екстравагантні особистості, такі, як Брідж Мохан, якому він присвятив збірку оповідань «Бадшахат ка хатіма» («Кінець імперії»), виданий в 1950 році вже в Пакистані. Особливо міцна дружба пов'язувала його з письменником Ахмадом Надим Касмі, з яким він вів активне листування.
За цей час влада Пенджабу тричі подавали на письменника до суду за «аморальність»: перший раз в 1942 році за оповідання «Чорні шаровари», виданий в тижневику «Художня література» («Адаб-е Латіф»), другий раз в 1944 році за розповідь «Запах» і статтю «Сучасна література», опубліковані в тому ж тижневику і слідом втретє в 1945 році за збірку «Пара», особливо за розповіді «Пара» і знову «Чорні шаровари». У грудні 1944 року, який прибув з Лахора в Бомбей, інспектор поліції спробував заарештувати Саадата Хасана Манто, але через відсутність ордеру на арешт був змушений піти. Письменника заарештували 8 січня 1945 року і перевезли в Лахор. Суд почався в лютому 1945 року. За підсумками слухання йому присудили штраф у двісті рупій, але через місяць це рішення було скасоване апеляційним судом. Судові розгляди істотно підірвали здоров'я Саадата Хасана Манто, у нього був виявлений пневмоторакс.
У Бомбеї він жив до  поділу Індії за релігійною ознакою на дві держави — Індію і Пакистан. Масового характеру в цей час набули зіткнення між індусами і мусульманами. Під тиском релігійних екстремістів кіностудії припинили співпрацю з Саадат Хасаном Манто, йому навіть погрожували розправою, що змусило письменника в грудні 1948 року емігрувати до Пакистану.

### У Лахорі (1948—1955)
Переїхавши в Пакистан, кілька днів провів в Карачі, звідки переїхав до Лахору. Сподівався, що з часом зможе повернутися в Індію, але через бюрократичну тяганину це виявилося неможливим. У 1948—1949 роках він був виключений з Асоціацій прогресивних письменників Індії і Пакистану. Після декількох місяців напруженого пошуку роботи, влаштувався в газету «Імроз» («Сьогодні»).
Написані ним в цей час статті та мініатюри згодом увійшли до збірки «Талха, туршу аор шірін» («Гірке, кисле і солодке»), виданий в 1954 році. Розповідь «Кхола до» («Відкрий»), присвячений темі розділу Індії, мав успіх у читачів, але був заборонений владою. Інший розповідь «Тханда гошт» («Холодне м'ясо») про конфлікт між громадами став, на думку самого письменника, першим значним твором створеним ним в Пакистані. Він був виданий в 1949 році, після чого Саадат Хасан Манто був знову заарештований і постав перед судом, разом з видавцем і редактором, з черговим звинуваченням в непристойності. 16 січня 1950 року всі обвинувачені були засуджені до трьох місяців тюремного ув'язнення і великого штрафу. Засуджені подали скаргу в апеляційний суд, і 10 липня того ж року були повністю виправдані.
Однак і після виправдувального вироку, твори письменника і сам він зазнавали постійних нападок з боку тієї частини суспільства, для якої моральність обмежувалася рамками власного про неї уявлення. Саадат Хасан Манто відповів кривдникам так, як міг відповісти тільки письменник — написав фейлетон «Упар, ніче аор дармійан» («Вгорі, внизу і посередині»), у якому зобразив ханжів такими, якими вони є. За цю розповідь, яку влада також визнала «аморальним», в початку 1953 року суд в Карачі присудив йому штраф в двадцять п'ять рупій. Але вже в 1954 році був виданий збірник статей письменника «Вгорі, внизу і посередині», в який потрапила історія з судом над письменником.
У цей час він багато спілкувався зі студентством, виступав з лекціями в навчальних закладах. Познайомився і потоваришував з молодим Анваром Саджаді, нині відомим пакистанським письменником. Відвідував засідання «Халка-е арбаб-е зоук» («Гурток цінителів мистецтва»), заснований в Лахорі ще в 1939 році поетами Нур Мохаммад Рашидом і Мірадж. Члени цього гуртка строго поділяли художню творчість і політичну діяльність.
Дізнавшись про матеріальні труднощі Саадата Хасана Манто, якийсь співробітник американського посольства в Пакистані запропонував йому солідні гонорари за згоду працювати в інтересах Сполучених Штатів. Письменник не тільки не прийняв пропозицію, але з 1951 по 1954 рік опублікував дев'ять памфлетів під загальним заголовком «Листи Дядькові Сему», спрямовані проти зовнішньої політики США. Памфлети отримали широкий громадський резонанс і увійшли до збірки «Вгорі, внизу і посередині».
У Пакистані Саадат Хасан Манто видав п'ятнадцять збірок оповідань, чотири книги нарисів і есе. Чимало його творів були присвячені трагедії розділу Індії, особливу популярність серед яких стали розповіді зі збірки «Сіях хашіє» («Чорні поля»), виданого в 1948 році, збірки «Сарак ке Кінари» («На узбіччі»), виданого в 1953 році, особливо розповідь з цієї збірки «Тобатек Сінгх», і розповіді зі збірки «Пхундне» («Пензлик»), виданого в 1955 році. У 1953 році були видані дві його збірки: «Парді ке пічхе» («За завісою») — розповіді про працівників кіноіндустрії Індії і «Гандже фаріште» («Лисі ангели») — мемуарні нариси.

### Хвороба і смерть
Звичка письменника з юності випивати переросла в алкоголізм. В початку 1951 року після чергового зриву він ліг до психлікарні. Лікування виявилося ефективним. У жовтні того ж року написав новий збірник «Язід», і незабаром знову пішов в запій. Запої змінювалися короткими паузами, поки в серпні 1953 роки йому не був поставлений діагноз цироз печінки. Його хворобою користувалися деякі видавці, які, замість гідного гонорару, платили йому за роботу вартістю пляшки спиртного. Письменник передав дружині право розпоряджатися своїми рукописами, після чого видавцям довелося мати справу з нею. Але він вже не міг відмовитися від алкоголю.
Саадат Хасан Манто помер 18 січня 1955 року від цирозу печінки у віці сорока двох років, залишивши вдову з трьома малолітніми дочками. Його поховали на кладовищі Мійані Сахаб в Лахорі. Епітафія на надгробку — «Це — надгробок могили Саадата Хасана Манто, який і зараз вважає, що ім'я його було неповторним словом на скрижалях світу», — була складена ним самим незадовго до смерті.